# 3257 Hanzlík
A 3257 Hanzlík (ideiglenes jelöléssel 1982 GG) a Naprendszer kisbolygóövében található aszteroida. Antonín Mrkos fedezte fel 1982. április 15-én.